# Erich Ippen
Erich Peter Ippen (Fountain Hill, Pensilvânia, 29 de março de 1940) é um físico estadunidense, que trabalha com física do laser e em especial pulsos ultracurtos.
Filho de Arthur Thomas Ippen, estudou engenharia elétrica no Instituto de Tecnologia de Massachusetts (MIT), onde é atualmente Professor da Cátedra Elihu Thompson de Engenharia Elétrica.
Com Charles Vernon Shank nos Bell Labs conseguiu produzir em 1974 pulsos laser ultra-curtos (abaixo de 1 pico-segundo) com um corante laser com um modo passivo acoplado.
Em 1989 foi eleito fellow da American Physical Society. Recebeu com Shanks o Prêmio Arthur L. Schawlow de Física do Laser de 1997, a Medalha Frederic Ives de 2006 e o Prêmio R. W. Wood de 1981. Foi presidente da Optical Society em 1999. É membro da Academia de Artes e Ciências dos Estados Unidos, da Academia Nacional de Engenharia dos Estados Unidos e da Academia Nacional de Ciências dos Estados Unidos.

## Obras
- com Shanks Mode locking of dye lasers, in Fritz Peter Schäfer Dye Lasers, Springer 1973, p. 121-274
- com Shanks, Dienes: Passive mode locking of the cw dye laser, Applied Phys.Letters, Vol. 21, 1972, p. 348
- com Shanks, Dienes: A mode locked cw dye laser, Applied Phys. Letters, Vol. 19, 1971, p. 258